# Giulio Antonio Santorio
Giulio Antonio Santorio (né à Caserte en royaume de Naples le 6 juin 1532 et mort à Rome le 9 mai 1602), est un cardinal italien du XVIe siècle et du début du XVIIe siècle.

## Repères biographiques
Santorio étudie à l'université de Naples et travaille comme avocat à Naples. Il devient prêtre et clerc à Capoue, curé à Caserte et vicaire général à Naples. Il est accusé de faire partie d'une conspiration contre le pape Pie IV, mais il est acquitté et réhabilité avec l'aide des cardinaux Carlo Borromeo et Michele Ghisleri, O.P., le futur Pie V.
Le pape Pie V le crée cardinal lors du consistoire du 17 mai 1570. Le cardinal Santorio ne participe pas au conclave de 1572, à l'issue duquel Grégoire XIII est élu. Il participe au conclave de 1585 (élection de Sixte V), aux deux conclaves de 1590 (élection d'Urbain VII et de Grégoire XIV), à celui de 1591 (élection d'Innocent IX) et du conclave de 1592 (élection de Clément VIII).
Mgr Santorio est préfet de la Congrégation pour les Grecs et préfet de la Congrégation pour les affaires françaises. Il est préfet de la Congrégation de l'inquisition et participe aux procès pour hérésie contre le cardinal Morone, les philosophes Giordano Bruno et Tommaso Campanella et le roi Henri IV. C'est lui qui consacre l'église du Gesù à Rome en 1584. En 1589-1590, le cardinal Santorio est camerlingue du Sacré Collège.
En 1592 il est nommé Pénitencier apostolique, prenant la succession du pape nouvellement élu. Il est président de la Congrégation super negotiis Sancta Fidei et Religionis Catholicae, fondé en 1599 et considéré le prédécesseur de la Congrégation De Propaganda Fide. Le cardinal Santorio est l'auteur de plusieurs œuvres sur la liturgie, l'histoire et le droit canonique et de ses journaux et d'une autobiographie.